# 莱维·马代托亚
莱维·安蒂·马代托亚（更为准确的音译为莱维·安蒂·马代特奥亚，1887年2月17日—1947年10月6日），芬兰作曲家。作品包括交响曲、歌剧等，在芬兰的民族音乐发展史上有很重要的地位。他胜过芬兰头号作曲家西贝柳斯的一点便是，他在西贝柳斯并没有多少成就的歌剧领域开创了芬兰歌剧的新天地，他的《奥斯特罗波的尼亚人》是芬兰歌剧的一部地位相当显著的作品。